# Vito Volterra
Vito Volterra (Ancona, 3 de maio de 1860 — Roma, 11 de outubro de 1940) foi um matemático e físico italiano.
Seu trabalho mais relevante é relacionado a equações integrais. Publicou em 1896 artigos sobre o tema, conhecido como Equações Integrais de Volterra.

## Vida
Nascido em Ancona, então parte dos Estados Pontifícios, em uma família de judeus pobres, pai do engenheiro Enrico Volterra. Volterra mostrou cedo talento para a matemática, estudou na Universidade de Pisa, onde foi influenciado por Enrico Betti, e onde tornou-se professor de mecânica racional em 1883. Imediatamente começou a trabalhar no desenvolvimento de sua teoria de funcionais, que o levou a interessar-se e depois contribuir nas áreas de equações integrais e integro-diferenciais. A essência de seu trabalho está resumida em seu livro Theory of functionals and of Integral and Integro-Differential Equations (1930).

## Carreira
Em 1892 tornou-se professor de mecânica na Universidade de Turim e em 1900 professor de física matemática na Universidade de Roma "La Sapienza". Volterra cresceu durante os estágios finais do Risorgimento, quando os Estados Pontifícios foram finalmente anexados pela Itália e, assim como seu mentor Enrico Betti, foi um entusiástico patriota, sendo nomeado senador pelo rei Vítor Emanuel III da Itália, em 1905. No mesmo ano começou a desenvolver a teoria dos deslocamentos em cristais, que tornou-se mais tarde de fundamental significado para a compreensão do comportamento de materiais dúcteis. Na eclosão da Primeira Guerra Mundial, já cinquentenário, alistou-se no Exército Italiano e trabalhou no desenvolvimento de dirigíveis sob a coordenação de Giulio Douhet. Originou a ideia de usar o inerte hélio ao invés do inflamável Hidrogênio, e exerceu suas habilidades de liderança na organização de sua produção.
Após a Primeira Guerra Mundial Volterra voltou sua atenção para a aplicação de suas ideias matemáticas à biologia, principalmente reiterando e desenvolvendo o trabalho de Pierre François Verhulst. O resultado mais famoso deste período são as equações de Lotka-Volterra.
Em 1922 juntou-se à oposição ao regime fascista de Benito Mussolini e em 1931 foi um dos apenas 12 dos 1250 professores que recusaram fazer um juramento obrigatório de fidelidade. Sua filosofia política pode ser vista em um cartão postal que ele enviou na década de 1930, no qual escreveu o que pode ser visto como um epitáfio à Itália de Mussolini: "Os impérios acabam, mas os teoremas de Euclides mantêm sua juventude eternamente". Contudo, Volterra não era um agitador radical; ele poderia tornar-se igualmente horrorizado se a oposição esquerdista de Mussolini chegasse ao poder, pois foi sempre monarquista e nacionalista. Como resultado de sua recusa em assinar o juramento de fidelidade ao governo fascista, foi obrigado a renunciar ao seu posto de professor universitário e de ser membro de academias científicas e, durante os anos seguintes, viveu principalmente no exterior, retornando a Roma pouco antes de morrer.
Em 1911 foi eleito membro da Academia Nacional de Ciências dos Estados Unidos. Foi palestrante plenário do Congresso Internacional de Matemáticos em Paris (1900), Roma (1908), Estrasburgo (1920) e Bolonha (1928). Foi palestrante convidado do Congresso Internacional de Matemáticos em Heidelberg (1904: Sur la théorie des ondes).

## Publicações selecionadas
- 1910. Leçons sur les fonctions de lignes. Paris: Gauthier-Villars.
- 1912. The theory of permutable functions. Princeton University Press.
- 1913. Leçons sur les équations intégrales et les équations intégro-différentielles. Paris: Gauthier-Villars.
- 1926, "Variazioni e fluttuazioni del numero d'individui in specie animali conviventi," Mem. R. Accad. Naz. dei Lincei 2: 31–113.
- 1926, "Fluctuations in the abundance of a species considered mathematically," Nature 118: 558–60.
- 1960. Sur les Distorsions des corps élastiques (with Enrico Volterra). Paris: Gauthier-Villars.
- 1930. Theory of functionals and of integral and integro-differential equations. Blackie & Son.
- 1931. Leçons sur la théorie mathématique de la lutte pour la vie. Paris: Gauthier-Villars. Relançado 1990, Gabay, J., ed.